# Los jóvenes viejos
Los jóvenes viejos és una pel·lícula de l'Argentina en blanc i negre dirigida per Rodolfo Kuhn i protagonitzada per María Vaner i Alberto Argibay. Va ser estrenada a Buenos Aires el 5 de juny de 1962 i va resultar guanyadora del Premi Cóndor de Plata a la millor pel·lícula de 1963 i fou candidata per Argentina a l'Oscar a la millor pel·lícula de parla no anglesa, però finalment no fou nominada. Gran part de la pel·lícula es va filmar a la ciutat de Mar del Plata, amb escenes d'exteriors a Playa Grande, la Barranca de los Lobos, etc.
En una enquesta de les 100 millors pel·lícules del cinema argentí duta a terme pel Museo del Cine Pablo Ducrós Hicken l'any 2000, la pel·lícula va aconseguir el lloc 38.

## Temàtica i context
Los jóvenes viejos és una pel·lícula precursora del que en aquesta dècada hauria de dir-se «el nou cinema Hispanoamericà». Rodolfo Kuhn, al costat d'altres directors de cinema argentins com Manuel Antín, Fernando Ayala i Leopoldo Torre Nilsson, van plantejar per aquest llavors un cinema més dens i concentrat en els conflictes existencials urbans, l'abordatge estava molt influït per la filosofia existencialista, per la Nova Moral Sexual, el psicoanàlisi i la consolidació a l'Argentina d'una gran classe mitjana urbana nativa encara que de molt recents orígens europeus.
Aquesta pel·lícula aborda, precisament, l'emergència des de fins de la dècada de 1950 de la joventut com a sector social amb dinàmica i conflictes específics, a tot el món, i la manera en què aquest procés es desenvolupava a l'Argentina. Així mateix es llança una mirada sobre la cultura de masses amb algunes seqüències en un estudi de televisió (Canal 7 de Buenos Aires) i sets publicitaris, motivades pel treball dels protagonistes; és un tema sobre el qual tornarà més decididament la següent pel·lícula de Kuhn, Pajarito Gómez (1965), que constitueix una poderosa sàtira de la indústria discogràfica.

## Actors
1. María Vaner ___ Sônia
2. Alberto Argibay ___ Roberto
3. Emilio Alfaro ___ Carlos Hugo
4. Jorge Rivera López ___ Ricardo
5. Marcela López Rey ___ Chiche
6. Graciela Dufau ___
7. Beatriz Matar ___ Beatriz
8. Anita Larronde ___ Marilu
9. Horacio Nicolai
10. María Eugenia Daguerre
11. Santángelo
12. Enrique García Fuertes
13. Blanca Victorica
14. Flora Blum
15. Alejandra Kliment
16. Sarita Rodríguez

## Premis
- Premis Cóndor de Plata (1963): mejor película.
- Festival Internacional de Cinema de Mar del Plata (1962): Premi FIPRESCI